# Manuel Gómez García
Manuel Gómez García (Madrid, 1951) és un dramaturg, assagista, sociòleg i guionista de televisió espanyol, especialitzat en cultura teatral.
Llicenciat en periodisme amb una tesi sobre La crítica teatral en la prensa española, a més d'haver cursat "Arts aplicades i Ciències polítiques" i diplomar-se en sociologia pel CSIC. El 1969 va guanyar el "premi Beethoven" a Alemanya.
Membre fundador de l'Associació d'Autors de Teatre i de la junta directiva del Club internacional de Premsa. És fill del crític i adaptador Elías Gómez Picazo.

## Obres
Autor del Diccionario AKAL de teatro (1997), i d'assaigs com La cultura y los pueblos de España (1980) i El teatro de autor en España, 1901-2000 (1996). Es va iniciar com a dramaturg durant la Transició, havent estrenat més d'una dotzena d'obres originals, entre elles: Once apenas psicoanálisis o la tierra de los conejos (1972), La buhardilla y el círculo Mandrágora por ojos, amor como estilema (1976). També ha estat guionista de diverses sèries de televisió i creador, juntament amb Chatono Contreras, el 1995 de la degana i errant tertúlia madrilenya "Lunes de teatro".